# CURB-65
CURB-65 ist ein Akronym für ein klinisches Beurteilungssystem für Patienten mit Lungenentzündung (Pneumonie). Die einzelnen Buchstaben stehen für die englisch bezeichneten klinischen Befunde bzw. Laborwerte, welche für den Score beurteilt werden. Solche Scores dienen zur raschen Beurteilung bezüglich des Schweregrads einer Erkrankung und der damit notwendigen Intensität der Therapie. Letztlich ist immer die klinische Gesamtbeurteilung entscheidend. Gerade bei Patienten mit zusätzlichen Erkrankungen tendiert der Score dazu, den Schweregrad zu unterschätzen.

## Score
Die Elemente des Akronyms stehen für folgende englischen Bezeichnungen:
- C = Confusion (Verwirrtheit): pneumoniebedingtes abbreviated mental test score ≤ 8
- U = Urea (Serumharnstoff): > 7 mmol/L
- R = Respiratory rate (Atemfrequenz): > 30/min
- B = Blood pressure (Blutdruck): Systolisch unter 90 mmHg oder diastolisch unter 60 mmHg
- 65 = Patient ist ≥ 65 Jahre alt

Maximal werden 5 Punkte vergeben, die mit unterschiedlicher Letalität assoziiert sind und dadurch einen Hinweis geben, ob Patienten ambulant versorgt werden können oder stationär oder gar intensivmedizinisch behandelt werden sollten.
- Score 0: 0,7 %
- Score 1: 3,2 %
- Score 2: 13 %
- Score 3: 17 %
- Score 4: 41,5 %
- Score 5: 57 %

Ähnliche Scores zur Risikostratifizierung ambulant erworbenen Pneumonie (CAP) sind der CURB-Index (ohne Alterberücksichtung) und der CRB-65-Index (ohne Berücksichtigung des Harnstoffs im Serum).